# Некако с прољећа
Некако с прољећа је пети студијски албум групе Црвена јабука.
Концепцијски је веома сличан ранијим остварењима, па су до публике веома лако пут пронашле песме „Моје најмилије“, „Да знаш да ме болиш“, „100 пијаних ноћи“ и обрада далматинског традиционала „Да није љубави“. Најпопуларнија песма са албума је носталгична насловна нумера „Некако с прољећа“ у којој је гостовао Кемал Монтено.
Ово је последњи албум на коме је аутор, гитариста Златко Арсланагић. Објављен је непосредно пред распад Југославије, пролећа 1991. године, па није била могућа концертна промоција. Напето стање у земљи одразило се у тексту песме „6.00“ - „6.00 и трамвајске гужве, не читам новине сиво тужне. Све што дневна је политика, она би јутро кварила...“.
На предњој страни омота, по први пут се не налази јабука, већ исечак фотографије Пети Силвије из 1987. године, чији је аутор Памела Хенсон.
Црвена јабука је свирала на антиратном концерту „Јутел за мир“ 28. јула 1991. године у сарајевској Зетри, а учествовали су још и Индекси, Плави оркестар, Бајага, Горан Бреговић, Неле Карајлић, Хари Варешановић, Дино Мерлин, ЕКВ, Регина, Исток иза, Харис Џиновић, Раде Шербеџија и многи други.
Кроација рекордс је албум дигитално ремастеризовала 2003. године, а бонус песме су „Све што имаш ти“ и „Бацила је све низ ријеку“.
Црвена јабука у саставу:
- Дражен Жерић Жера - вокал
- Златко Арсланагић - гитаре
- Дарко Јелчић - бубњеви
- Бранко Саука - бас-гитара
- Златко Воларевић - клавијатуре
- Зоран Шербеџија - гитара
- Никша Братош - гитаре, мандолина, саксофон, усна хармоника

## Списак песама
1. Моје најмилије
2. Да није љубави
3. Некако с прољећа
4. Пусти нека гори
5. 6.00
6. 100 пијаних ноћи
7. Да знаш да ме болиш
8. Црвена јабука
9. Хајде, дођи ми
10. Срце си ми сломила
11. Само да ме не изневјериш ти
12. Немој да судиш преоштро о мени
13. Све што имаш ти (бонус на ремастеризованом издању 2003. године)
14. Бацила је све низ ријеку (бонус на ремастеризованом издању 2003. године)

Све песме је написао Златко Арсланагић, осим:
Да није љубави (традиционал-Арсланагић)
Бацила је све низ ријеку (Реџић-Монтено)

## Спотови
- Некако с пролећа[5]
- Моје најмилије[6]
- Да знаш да ме болиш[7]

## Топ листе
| Листа        | Највиша позиција |
| ------------ | ---------------- |
| Вечерњи лист | 5                |

## Обраде
- Некако с прољећа[9] - And I Love Her (Битлси)[10] и Beautiful Boy (Darling Boy) (Џон Ленон)[11]
- Моје најмилије - Sultains of swing (Dire Straits)[12]